# Spain and the World

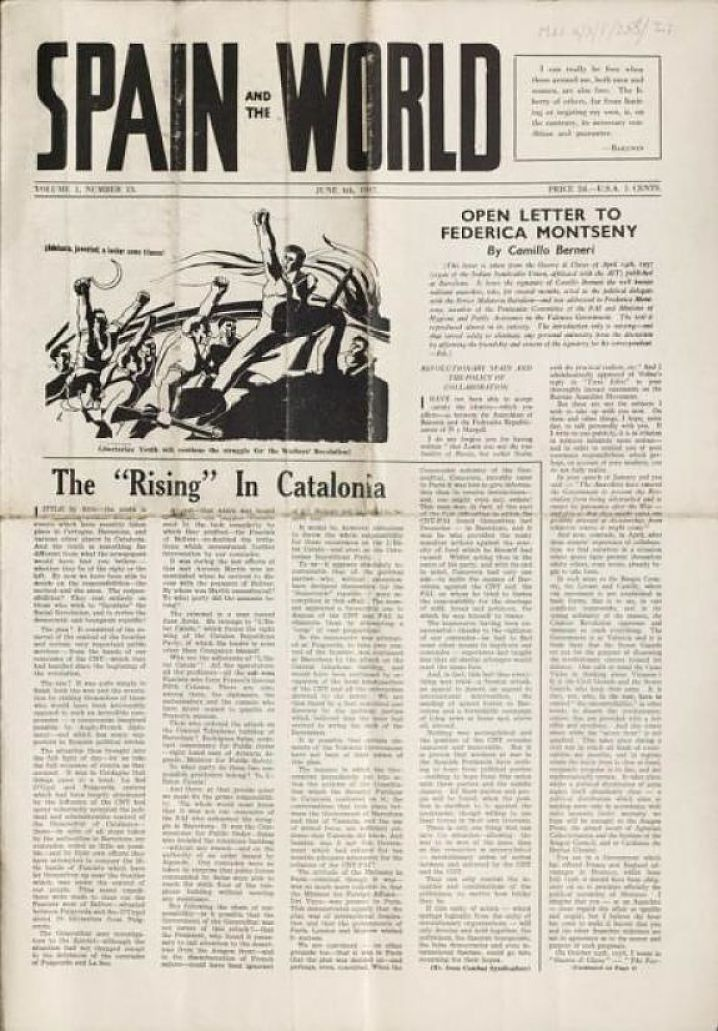
Reprodução da publicação

Spain and the World foi uma publicação anarquista iniciada em resposta à Guerra Civil Espanhola e as lutas da Confederação Nacional do Trabalho. Na Grã-Bretanha, a editora Freedom Paper começou a publicação quinzenal da revista, sendo esta editada por Dr. Galasso e Vernon Richards para competir com o News Chronicle e o New Statesman, que apoiavam a política soviética.